# La Flamme merveilleuse
Pour plus de détails, voir Fiche technique et Distribution.
La Flamme merveilleuse est un film réalisé par Georges Méliès, sorti en 1903.

## Synopsis
À partir d'une flamme le prestidigitateur va faire apparaître une jeune femme.

## Fiche technique
- Titre : La Flamme merveilleuse
- Production : Star Film
- Durée : 2 minutes

## Interprétation
- Georges Méliès